# Marvyn Maceda
Marvyn Abrea Maceda (ur. 11 lutego 1969 w Bilaran) – filipiński duchowny katolicki, biskup San Jose de Antique od 2019.

## Życiorys

### Prezbiterat
Święcenia kapłańskie otrzymał 29 maja 1996 i został inkardynowany do diecezji Naval. Po święceniach rozpoczął pracę w kurii jako kanclerz i ekonom. W 2011 mianowany wikariuszem generalnym diecezji, a w 2018 objął stanowisko dyrektora kurialnej komisji ds. duchowieństwa.

### Episkopat
7 stycznia 2019 papież Franciszek mianował go biskupem diecezji San Jose de Antique. Sakry udzielił mu 2 kwietnia 2019 metropolita Palo – arcybiskup John Du.